# Asphalt Xtreme
Asphalt Xtreme (также известная как Asphalt Xtreme: Rally Racing) — гоночная видеоигра, опубликованную и разработанную Netflix, ранее Gameloft. Тринадцатая крупная игра и единственная серия гонок по бездорожью в серии Asphalt. Он был выпущен 27 октября 2016 года для мобильных устройств Android и iOS. Версия Microsoft Store для устройств с Windows 10 была выпущена через несколько дней, 3 ноября 2016 года. Игра больше не поддерживается Gameloft и в настоящее время поддерживается Netflix.
Разработка длилась с августа 2015 года по сентябрь 2017 года и была прекращена после увольнения 60 человек и закрытия мадридской студии Gameloft.
С ноября 2021 года в соответствии с контрактом между Gameloft и Netflix. Netflix начала размещать серверы Asphalt Xtreme для мобильных версий игры и повторно выпустила приложение в Google Play Store и App Store. Чтобы играть в игру, у игроков должна быть учетная запись Netflix с активной подпиской.

## Геймплей
В видеоигре представлен ряд раллийных автомобилей, грузовиков-монстров и грязных или снежных сред. Хотя управление было таким же, как и в предыдущих играх Asphalt, механика нитро и скорости была изменена. Вместо одной нитро-полоски, как в предыдущих играх Asphalt, было три нитро-«сегмента», и с помощью дополнительного усиления нитро-усилителя это число можно было увеличить до четырех. Perfect Nitro был переименован в Long Nitro, а новое усиление нитро под названием «тройное нитро» активировало все три или четыре полосы одновременно для дополнительной скорости. Когда гонка началась, машинам давали 2 нитросегмента. Различные типы транспортных средств приобретают ускорение с разной скоростью в зависимости от определенных стилей игры. Например, багги получали большое количество нитро за счет выполнения трюков в воздухе, а внедорожники выполняли дрифты, чтобы поддерживать свой нитроускоритель. Кроме того, движение по воде и камням значительно снижает скорость вашего автомобиля, в отличие от других игр Asphalt, где замедление из-за камней и воды было либо незначительным, либо отсутствовало, как с водой в Asphalt 7, Asphalt 8 и Asphalt 9.
В отличие от предыдущих игр, различные типы транспортных средств оказали значительное влияние на игровой процесс. Более легкие автомобили, такие как багги и раллийные автомобили, обычно были аэродинамическими и могли легко выполнять воздушные трюки, в то время как более тяжелые автомобили, такие как грузовики и внедорожники, с трудом выполняли те же задачи и в результате получали меньший импульс. Это отличалось от предыдущих игр Asphalt, где скорость машин зависела от их ранга.
Режим Infected также был перенесен из Asphalt 8, хотя и с некоторыми изменениями. По сравнению с Asphalt 8, в Asphalt Xtreme больше способов заразиться, но зараженные игроки начинали с меньшим временем заражения; 20 секунд по сравнению с 30 секундами. Игроки могли продлить свое зараженное время, выполняя воздушные трюки и дрейфуя, что было невозможно в Asphalt 8. Кроме того, когда таймер заражения истекал, игроки не получали перегрузку заражением, в отличие от Asphalt 8, а скорее теряли свое зараженное состояние и получали полный бак нитро. В обеих играх игроки могли заразиться повторно.
Изначально в Asphalt Xtreme было доступно тридцать пять лицензированных автомобилей, а также еще тридцать один автомобиль, добавленный в обновлениях. Автомобили были разделены на пять классов и семь категорий, а их производительность определялась функцией рейтинга рангов, перенесенной из Asphalt 8. При выпуске Asphalt Xtreme было пять разных локаций, а также еще три локации, добавленные в обновлениях. В каждой локации было несколько макетов.

## Саундтрек
В саундтреке к Asphalt Xtreme участвовали такие исполнители, как Rise Against, Eagles of Death Metal, Finger Eleven, Nothing But Thieves, The Dead Weather, Barns Courtney, Wavves, Cage the Elephant, Drenge, Battle Tapes, Ratatat, Monster Truck, DJ Tiësto

## Разработка
Ходят слухи, что в игре используется тот же физический движок, что и в Asphalt 8: Airborne и Asphalt Nitro. Asphalt Xtreme — гоночная игра по бездорожью из серии игр Asphalt. В обновлении Asphalt 8 про Рио появляется рекламный щит с постером Asphalt Xtreme.

## Критика
Игра получил в целом положительные отзывы критиков, согласно Metacritic.
| Аггрегатор | Оценка |
| ---------- | ------ |
| Metacritic | 76/100 |

## Прекращение поддержки
Внутриигровые покупки стали недоступны с сентября 2021 года. Отключение началось 10 сентября 2021 года, а полное отключение игры произошло 30 сентября 2021 года. Игра больше не была доступна в магазинах приложений для всех поддерживаемых устройств после отключение с 1 октября 2021 года.

## Возврат
С ноября 2021 года по контракту между Gameloft и Netflix. Netflix снова начал размещать серверы для игры. Игра была снова размещена на платформах приложений под названием Netflix, а не Gameloft. Чтобы играть в игру, у игроков должна быть учетная запись Netflix с активной подпиской.

## Оживление фанатами
13 мая 2023 года была найдена демо-офлайн версия игры, на основе которой моддеры смогли восстановить функционал проекта и вернуть некоторые нереализованные фишки. Такие как: локальный мультиплеер, скрытые авто и некоторые трассы. На данный момент мод доступен для Android и Windows 10 устройств.